# Nagykinizs
Nagykinizs ist eine Gemeinde im Komitat Borsod-Abaúj-Zemplén.

## Geografische Lage
Nagykinizs liegt im Norden Ungarns, 31 Kilometer nordöstlich vom Komitatssitz Miskolc entfernt.
Nachbargemeinden sind Hernádkércs, Kiskinizs und Szentistvánbaksa.
Die nächste Stadt Szikszó ist etwa 15 km von Nagykinizs entfernt.